# Оттілі-Армільд Тінурі
Оттілі-Армільд Тінурі (ест. Ottilie-Armilde Tinnuri; нар. 3 лютого 1914 — 1 квітня 2024) — естонська довгожителька, вік якої підтверджено Групою геронтологічних досліджень (GRG). Була найстарішою живою людиною, наразі є найстарішою людиною в Естонії. Вона є першою людиною яка досягла 110-річчя та є єдиною підтвердженою людиною в Естонії усіх часів. Померла у віці 110 років, 58 днів.

## Біографія
Оттілі-Армільд Тінурі народилася 3 лютого 1914 року, в Сибірі, Кунда, Ляене-Вірумаа. Її було кілька місяців коли розпочалася Перша світова війна.
Багато років працювала обробником у лісообробному цеху. У неї було двоє дітей.
Вона стала найстарішою живою людиною в Естонії після смерті 107-річної анонімної жінки приблизно 27 серпня 2020 року, оскільки точна дата її смерті невідома.
3 лютого 2024 року під час свого 110-річчя її привітав президент Естонії, Алар Каріс.
Оттілі-Армільд Тінурі померла в Раквере, повіт Ляене-Вірумаа, Естонія, 1 квітня 2024 року у віці 110 років, 58 днів. На той час у неї було 5 внуків та 11 правнуків.

## Рекорди довгожителя
- ±27 серпня 2020 року після смерті анонімної жінки, Оттілі-Армільд Тінурі стала найстаршою живою людиною в Естонії, чий вік був підтверджений.
- 3 лютого 2024 Оттілі-Армільд Тінурі стала першою та поки єдиною людиною яка досягла 110-річчя в Естонії, чий вік був підтверджений.